# 제어 장치
제어 장치(control unit, CU)는 프로세서의 조작을 지시하는 컴퓨터 중앙 처리 장치(CPU)의 한 부품이다. 입출력 장치 간 통신 및 조율을 제어한다. 명령어들을 읽고 해석하며 데이터 처리를 위한 시퀀스를 결정한다.
타이밍과 제어 신호들을 제공함으로써 다른 장치들의 조작을 지시한다. 모든 컴퓨터 자원들은 제어 장치에 관리를 받는다. 중앙 처리 장치와 다른 장치들 사이의 데이터 흐름을 제어한다. 제어 장치는 역사적으로 폰 노이만 구조의 1946년 참조 모델의 일부로 정의되었다. 현대의 컴퓨터 설계에서 제어 장치는 전반적인 역할과 동작 방식은 변경되지 않은 채로 일반적으로 CPU 내부에 포함되어 있다.

## 마이크로프로그램 제어 장치
마이크로프로그래밍 개념은 1951년 모리스 윌크스가 컴퓨터 프로그램 명령을 실행하기 위한 중간 수준으로 선보였다. 마이크로프로그램들은 일련의 마이크로 명령어들로 조직되어, 특별한 제어 메모리에 저장된다. 이 마이크로프로그램 제어 장치의 알고리즘은 일반적으로 순서도 설명으로 정리된다. 마이크로프로그램 제어 장치의 주 이점은 구조의 단순함이다. 컨트롤러의 출력들은 마이크로 명령어들 안에 정리되며, 이들은 쉽게 치환이 가능하다.

## 같이 보기
- 프로세서 설계
- 컴퓨터 구조
- 갤럭시 캘린더
- 에어컨
- Windows 11
- 블루스크린

## 참조
1. ↑  Barkalov, Alexander (2009). 《Logic synthesis for FSM based control units / Alexander Barkalov and Larysa Titarenko》. Berlin: Springer. ISBN 978-3-642-04308-6.
2. ↑  Wiśniewski, Remigiusz (2009). 《Synthesis of compositional microprogram control units for programmable devices》. Zielona Góra: University of Zielona Góra. 153쪽. ISBN 978-83-7481-293-1.